# Faïencerie de Charolles
 (octobre 2024).
La Manufacture de Charolles est une entreprise de céramique fondée en 1844 par Hippolyte Prost (1827-1892) dans la ville de Charolles, située en Saône-et-Loire. Depuis sa création, elle s'est spécialisée dans la production de céramiques artisanales

## Historique
Enfant du pays, Hippolyte Prost voit le jour en 1827 alors que la cité est sous-préfecture et compte 3200 habitants. Son père Philibert Prost qui est originaire de Vendenesse-lès-Charolles est installé comme horloger à Charolles rue du Puits-des-Ravauds. En 1839, il a 12 ans et travaille dans la petite poterie que son père a montée. Il part apprendre le métier à la faïencerie Pys à Digoin, puis à Premières en Cote-d'Or dans la faïencerie de Gustave Pignant.
À la fin de son apprentissage, il rentre au pays, bien décidé à donner de l'essor à la petite poterie familiale qui se trouve située sur les bords de La Semence, rue des Marais. Son père pour aider son fils à s'installer et à moderniser son entreprise vend ses parts de la concession des mines de Perrecy-les-Forges. En 1853, il épouse Jeanne Guerbillière à Saint-Nizier-sous-Charlieu qui lui donnera l'année suivante une fille, Amélie, qui meurt en 1875 de la typhoïde.
Un peu plus tard, devant le manque de place et l'inondation de son atelier en 1855, il achète à Philibert Pézerat les bâtiments du Domaine de La Madeleine pour y installer sa nouvelle manufacture. Ce domaine fait face au prieuré actuel musée présentant les faïences de Charolles.
Il conçoit les plans, dirige la construction des nouveaux bâtiments et la restauration des anciens selon les nécessités de son activité. Cette nouvelle fabrique est face au nouvel hôpital construit en 1846. L'ensemble sera inauguré en 1858 et sa production va dès lors prendre de l'importance en qualité et en quantité.
Pendant la guerre de 1870, les soldats de Garibaldi s'étant repliés sur Charolles après de durs combats contre les Prussiens dans la région d'Autun, il en cacha dans le grand bric-à-brac de ses entrepôts
Il a installé sa résidence dans un domaine clos au bas de la rue du Prieuré. Il produit des pièces plus fines et décorées de peintures réalisées à la main par des artistes professionnels. La manufacture compte une soixantaine d'ouvriers et fabrique ses couleurs ainsi que son émail.
En 1875, après le décès de sa fille, il redouble d'activité et après avoir modernisé son entreprise, il se trouve aux prises de difficultés avec son comptable et des déceptions dans une association. Il décide de vendre son entreprise à un ami Alfred Molin qui travaille à Lyon dans le textile. Bien que n'étant pas du métier, il est un amateur éclairé qui vient souvent faire l'acquisition de belles pièces. Hyppolite Prost meurt subitement  en 1892. La faïencerie est acquise par la famille Molin qui l’exploitera pendant de nombreuses années.
La fabrique connaîtra une grave crise en 1935. Vers 1980, les anciens bâtiments seront détruits et la fabrique transférée dans de nouveaux locaux. Elle sera liquidée en 1995, date de sa reprise par Emmanuel Terrier. 
En 2017, ce dernier cède l'entreprise à Jean-Luc et Estelle Farina. 
En 2019, Cyrille Frappé récupère la Faïencerie de Charolles en tant que Président. 
En 2009, la Manufacture de Charolles a obtenu le label 'Entreprise du Patrimoine Vivant' (EPV), un label décerné par l'État pour reconnaître les entreprises mettant en valeur l'excellence industrielle et artisanale française, tout en préservant un savoir-faire d'exception.  
En 2023, la manufacture a été intégrée au Groupe Flohymont 

## Données financières
En 2016, la société a atteint un chiffre d'affaires de 1 348 000 euros et un bénéfice de 142 000 euros.

## La manufacture

### Les bâtiments
En 1875 est construit un nouvel atelier de peinture avec une grande verrière, ainsi que le Grand magasin. 
En 1976, un nouveau bâtiment est construit et la Faïencerie déménage à 1 kilomètre du centre ville. Environ 2000 mètres carrés de bâtiments témoignent de l'histoire de la manufacture avec des allées chargées de moules en plâtre datant de presque 120 ans. 

### Les fours
Il installe un four carré qui servira également à la cuisson des briques d'un nouveau four, rond et plus grand, dont la cheminée culmine au-dessus du village à 22 mètres par décisions et arrêté du conseil municipal, afin de limiter les risques d'incendie et d'intoxication par les gaz des malades de l'hôpital voisin. Le grand four est achevé en 1857, puis, en 1870, est achevé un troisième four, dont la mise en marche sera retardé par la guerre de 1870. En 1875, il installe un nouveau four pour la fonte du plomb récupéré lors de l'émaillage.

### Le matériel
En 1858, le conseil municipal l'autorise à installer une machine à vapeur pour faire fonctionner un malaxeur. En 1864, il installe une seconde machine à vapeur pour actionner le gâchoir.

### La production
Au départ, il produit surtout de la vaisselle utilitaire : bols, soupières, écuelles, cruches, plats, vases de nuit dite « faïences brunes rustiques » de 1855, avec des décors d'œillets stylisés et des personnages avec deux types de bordure : à dent de loup et à dent de scie.
Puis peu à peu, il mettra en route une production plus raffiné avec des décors peints à la main.
Sa collaboratrice Élisabeth Parmentier va créer, en 1879, le Décor artistique, style qui est encore produit aujourd'hui, avec des bouquets de fleurs, des roses et des tulipes perroquet entourés d'insectes et un contour en bleu peigne fin.
La production de la Manufacture de Charolles s'est orientée vers la création d'objets de décoration en céramique, notamment de grandes pièces. L'entreprise s'efforce également d'innover à travers le design.  

### Les directeurs et contremaîtres connus
- Hippolyte Prost, de 1844 à 1892
- Alfred Molin (père), de 1892 à 1918
- Jules Molin (fils), de 1918 à
- Jacques Molin construit la nouvelle usine en 1976
- Édith et Benoît Terrier
- Emmanuel Terrier, directeur général en 1995
- Cyrille Frappé, président depuis 2019
- Romain Piraux , CEO depuis 2023

### Personnels
- 1870 : 70 salariés
- 1995 : 30 salariés
- 1996 : 9 salariés

### Tourneurs, céramistes
Au départ, ils sont peu nombreux.
- Claude Badot, travaille à la fabrique pendant 40 ans jusqu'à sa mort
- Auguste Roussel, un des meilleurs ouvriers de France. Il va tourner des milliers de cônes qui serviront à l'édification des voûtes des églises de Charolles et de Changy.
- Irénée Horel
- Claude Vion

### Peintres
- Claude Aucler
- Bonnet
- Dardouillet
- C. Desvignes
- François
- Léon Leclaire
- Maurice Michaud
- J. Monnet
- V. Landry
- Élisabeth Parmentier, créatrice du décor dit artistique en 1879

## Collections publiques
- Charolles, musée du Prieuré : céramiques de C. Desvignes. Le musée a présentée une exposition consacrée à la Faëiencerie de Charolles Terre et Matières, du 6 juin au 30 septembre 2015[3].

## Expositions
- Exposition universelle de 1889 à Paris

## Récompenses et labels
- Trophée au prix de l'innovation de l'Institut National de la Propriété Industrielle (INPI), en 2010
- L'entreprise a reçu le label Entreprise du Patrimoine Vivant (EPV)[4]. en 2009